# Principe di Ligne

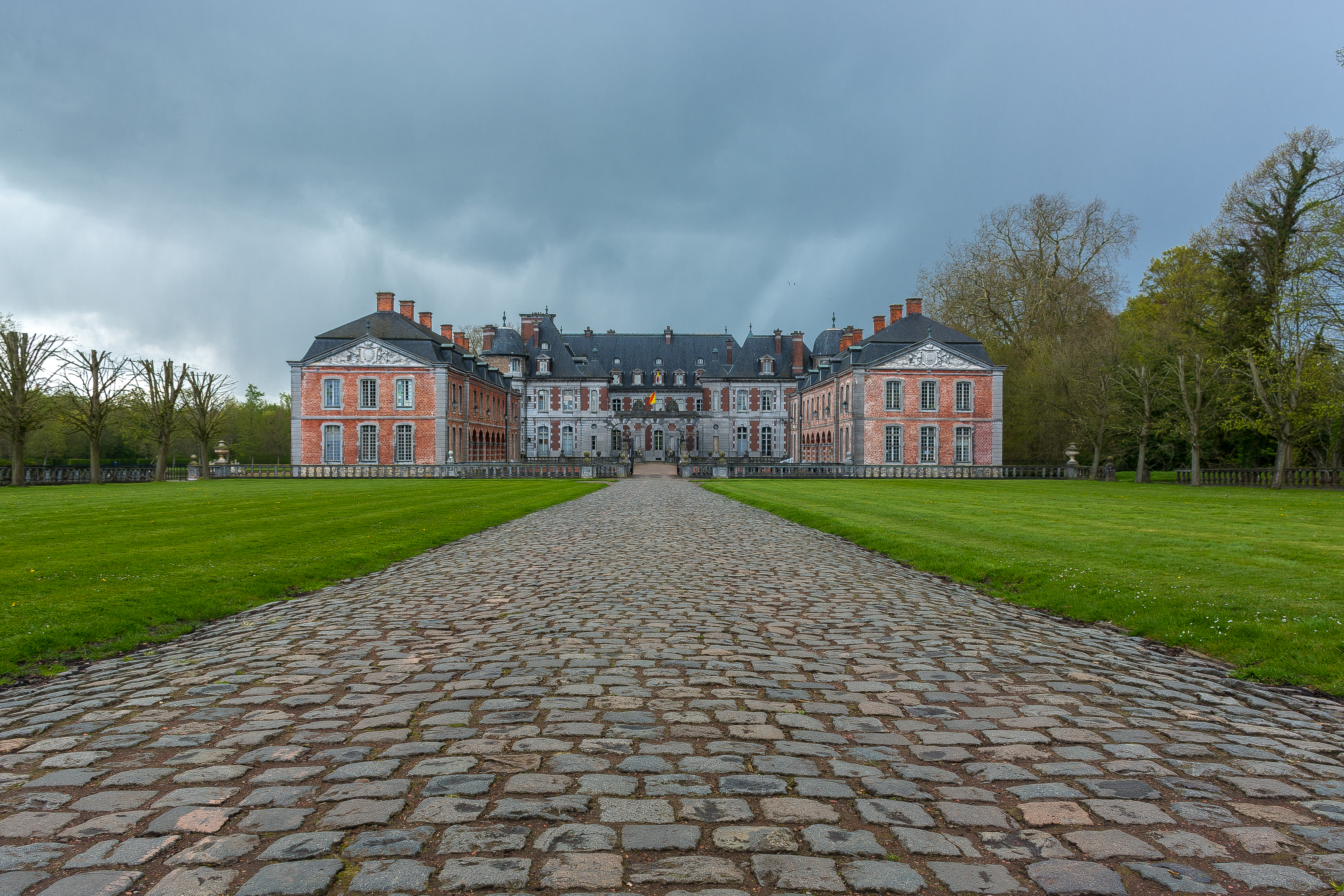
Castello di Belœil

Il titolo di Principe di Ligne (o Ligny) è uno dei più prestigiosi titoli nobiliari belgi. Risale all'undicesimo secolo e deve il suo nome al villaggio in cui si originò, Ligne, tra Ath e Tournai. I signori di Ligne appartengono all'entourage dei Conti di Hainaut al tempo delle crociate. Cominciarono la progressiva scalata nella nobiltà: baroni nel dodicesimo secolo, conti di Fauquemberg, e principi di Épinoy nel sedicesimo. 
Lamoral I ricevé dall'imperatore Rodolfo II d'Asburgo il titolo di Principe di Ligne e Principe del Sacro Romano Impero.

## Barone de Ligne
- Michel III de Ligne, Barone de Ligne et de Brabançon (+1468)

## Conti de Ligne
- Jacques de Ligne, Comte de Ligne, Prince de Fauquemberg, Prince de Mortagne, Barone de Belœil (c. 1552)
- Philippe de Ligne, Comte de Ligne et de Fauquemberg, Barone de Wassenaer et de Bailleul, Vicomte de Leida (1533–1583)

## Principi de Ligne
1. Lamoral, Principe di Ligne e del Sacro Romano Impero (1563-1624).
2. Albert Henri, Principe di Ligne e del Sacro Romano Impero (1615-1641)
3. Claude Lamoral, Principe di Ligne e del Sacro Romano Impero (1618-1679)
4. Henri Louis Ernest, Principe di Ligne e del Sacro Romano Impero (1644-1702)
5. Antoine Joseph Ghislain, Principe di Ligne e del Sacro Romano Impero (1682-1750)
6. Claude Lamoral, Principe di Ligne e del Sacro Romano Impero (1685-1766)
7. Charles-Joseph, Principe di Ligne e del Sacro Romano Impero (1735-1814)
8. Eugène, Principe di Ligne e del Sacro Romano Impero (1804-1880)
9. Louis, Principe di Ligne (1854-1918)
10. Ernest, Principe di Ligne (1857-1937)
11. Eugenio II, Principe di Ligne (1893-1960)
12. Baldovino, Principe di Ligne (1918-1985)
13. Antoine, Principe di Ligne (1925-2005)
14. Michel, Principe di Ligne (1951-)

- - Erede: Henri (figlio del Principe Michel)

## Cavalieri del Toson d'Oro
Molti dei Principi de Ligne sono anche stati Cavalieri dell'Ordine del Toson d'oro. Il seguente elenco è di quei principi, e dell'anno di investitura:
- 1599 - Lamoral, I principe di Ligne
- 1646 - Claude Lamoral, III principe di Ligne
- 1684 - Henri, IV principe di Ligne
- 1721 - Claude Lamoral, VI principe di Ligne
- 1772 - Charles Joseph, VII principe di Ligne
- 1846 - Eugène, VIII principe di Ligne
- 1930 - Ernest, X principe di Ligne
- 1954 - Eugène, XI principe di Ligne
- ???? - Antonio, XIII principe di Ligne